# Tetralonioidella mimetica
Tetralonioidella mimetica — вид перетинчастокрилих комах родини бджолиних (Apidae). Описаний у 2024 році.

## Поширення
Ендемік Китаю. Поширений у провінціях Сичуань, Гуанчжоу, Хунань на півдні країни.

## Опис
Цей вид є гніздовим паразитом бджіл Habropoda. Цікаво, що новий вид імітує колірний малюнок як джмеля (Bombus Latreille), так і його господаря Habropoda, формат мімікрії, раніше невідомий для бджіл.